# Christiaan van Schaumburg-Lippe
Christiaan Nicolaas Willem Frederik Albert Ernst Stefan van Schaumburg-Lippe (Sopron, Hongarije, 20 februari 1898 — Bückeburg, Duitsland, 13 juli 1974) was een prins uit het Huis Schaumburg-Lippe.
Hij was het tweede kind en de enige zoon van Frederik van Schaumburg-Lippe uit diens eerste huwelijk met Louise Caroline van Denemarken.

## Huwelijk
Christiaan zou, volgens Cees Fasseur, enige tijd in het vizier geweest zijn om de echtgenoot te worden van prinses Juliana der Nederlanden (1909-2004), waar met name de Nederlandse gezant in Berlijn, Johan Paul van Limburg Stirum (1873-1948), opnieuw volgens Fasseur, veel voorbereidend werk voor deed. Uiteindelijk leverde dit niets op en trouwde Juliana met een ander, zeer ver familielid uit het Huis Lippe.
Op 9 september 1937 trad hij in Fredensborg in het huwelijk met zijn volle nicht Feodora van Denemarken, een dochter van Harald van Denemarken en Helene Adelheid van Sleeswijk-Holstein-Sonderburg-Glücksburg. Het paar kreeg vier kinderen:
- Willem Frederik (19 augustus 1939-), gehuwd met Ilona Hentschel von Gelgenheimb,
- Waldemar (19 december 1940-), gehuwd met Anne Lise Johansen,
- Marie Louise (27 december 1945-)
- Harald (27 maart 1948-), gehuwd met Petra Wera Kirstein en met Gabriele Hagermann.

## Noot
1. ↑  Zie: Cees Fasseur, Juliana & Bernhard. Verhaal van een huwelijk 1936-1956 [Z.p., 2008], p. 35 (zonder verdere bronvermelding). In de biografie van Van Limburg Stirum komt prins Christiaan overigens niet voor (zie: Bob de Graaff en Elsbeth Locher-Scholten, J.P. graaf van Limburg Stirum 1873-1948. Tegendraads landvoogd en diplomaat. Zwolle, 2007) en evenmin in de briefwisseling tussen De Graeff en Van Limburg Stirum (zie: 'Voor u persoonlijk'. Brieven van minister van Buitenlandse Zaken jhr. A.C.D. de Graeff aan gezant J.P. graaf van Limburg Stirum (1933-1937). 's-Gravenhage/Hilversum, 1986).